# Matiena
Matiena o Traña,   oficialmente Traña-Matiena, es un barrio urbano del municipio vizcaíno de Abadiano, perteneciente a la comarca del Duranguesado, en Vizcaya, País Vasco (España) y tiene una población de  3.944 habitantes según el padrón del año 2023.

## Descripción y comunicaciones
Matiena se ubica en la unión de los dos principales ríos del Duranguesado, el Astolaku erreka que procede de la zona de Elorrio, desde el puerto de Campázar pasando por el Achondo y el barrio de Zelaieta y el río íos Zaldú, denominado también Zaldu erreka o Zaldua, procedente de Zaldívar y Bérriz, para firmar el Ibaizábal, principal río de Vizcaya.  La llanura que se forma, en parte de características pantanosas, da lugar a la caracterización de una parte de su territorio que se denomina trañapadura, padura = pantano. Estas tierras, que por su relieve llano se prestan al cultivo, han sido ocupadas desde hace tiempo por los denominados caseríos, que son las unidades familiares productivas típicas del País Vasco.
La expansión industrial, tanto de la villa de Durango como de la vecina comarca del Bajo Deva, llevó, en especial en la segunda mitad del siglo XX, al establecimiento de varias empresas y a la construcción de un núcleo urbano moderno. Tiene 3.923 habitantes (censo de 2020).

### Comunicaciones
La conexión ferroviaria se realiza mediante la línea 1 de Euskotren Trena, que une Bilbao con San Sebastián y tiene el barrio la estación de Traña.
La comunicación por carretera se articula sobre la carretera nacional N-634 y la autopista  AP-8  con la salida 84 en el barrio. El punto de conexión de la AP-8 con la N-634 es el comienzo del corredor Durango-Beasáin correspondiente a la carretera nacional N-636 que une el duranguesado con Guipúzcoa atravesando el puerto de Campázar. De ese mismo punto parte la BI-633 hacia Marquina-Jeméin, Ondárroa y Lequeitio.
Matiena dista del centro administrativo del municipio, situado en el barrio de Zelaieta, 1,5 Km, lo mismo que de Durango la cabecera comarcal. A 15 km se encuentra Éibar, cabecera de la comarca guipuzcoana del Bajo Deva. Bilbao, la capital provincial, está a 30 km, mientras que San Sebastián, capital de Guipúzcoa, está a 68 km  y Vitoria la capital de Álava, se encuentra a 45 km.

## El nombre de Traña Matiena
Históricamente se ha denominado a esta zona por el topónimo de Traña, pero, a partir de los primeros años del siglo XX, se ha impuesto el nombre de Matiena. Con la intención de mantener la antigua denominación, el ayuntamiento decretó que el nombre oficial fuera Traña Matiena, pero la utilización de este topónimo no es popular, quedando relegado a los documentos oficiales. Durante los años 1950 se denominó Traña a los terrenos situados desde las vías del ferrocarril al barrio de Zelaieta.
El origen del nombre de Traña parece tener su origen en el siglo VII y ser una extensión del de la casa torre de los Traña a todos los terrenos circundantes. Según la versión popular ocurrieron los siguientes hechos:

Un caballero llamado Uuiz Marico, de nación Godo, en quien proveyó el rey Tulga en el año 645, el gobierno de Cantabria, empleó parte de sus riquezas en levantar en el sitio referido una casa torre que llamó Traña, que en vocablo godo, es lo mismo que castillo, torre o casa fuerte, y ese nombre tomaron para sí sus descendientes. Fueron éstos grandes seguidores de los Godos y astures, de quienes recibieron señaladas mercedes, desempeñando embajadas cerca de Carlo Magno, tuvieron dares y tomares con Bernardo de Carpio y casaron sus hijas con los duques de Cerdeña. Cuando los Vizcaínos desbarataron en Padura tropas de Alfonso el Grande que acaudillaba el infante Don Ordoño, parece que este no murió en la refriega a manos de una civil vizcaína, como afirma la tradición común, sino que se puso cobro para hurtar el cuerpo de la venganza de los vencedores, y después de andar huido algún tiempo, se refugió en la casa torre de Traña, cuyo señor a fuerza de agradecido y caballero, le dio el abrigo y protección que debía por desgraciado y por deudo de sus favorecedores. Pidieron los vizcaínos la entrega de Don Ordoño para castigar en él el agravio que había hecho a su independencia, pero Guillermo de Traña, se negó a ponerlo en sus manos porque las leyes de la hospitalidad le obligaban a amparar a quien había buscado su sombra y ayuda; y en su torre lo defendió con sus parciales y parientes y cuando estrechado el cerco iban los asaltantes a trasponer el umbral de la puerta, bajó a cortarles el paso "armado de punta en blanco y su arco y flechas en la mano y dos perros blancos, las cuales armas tiene dicha casa en su escudo y blasón".

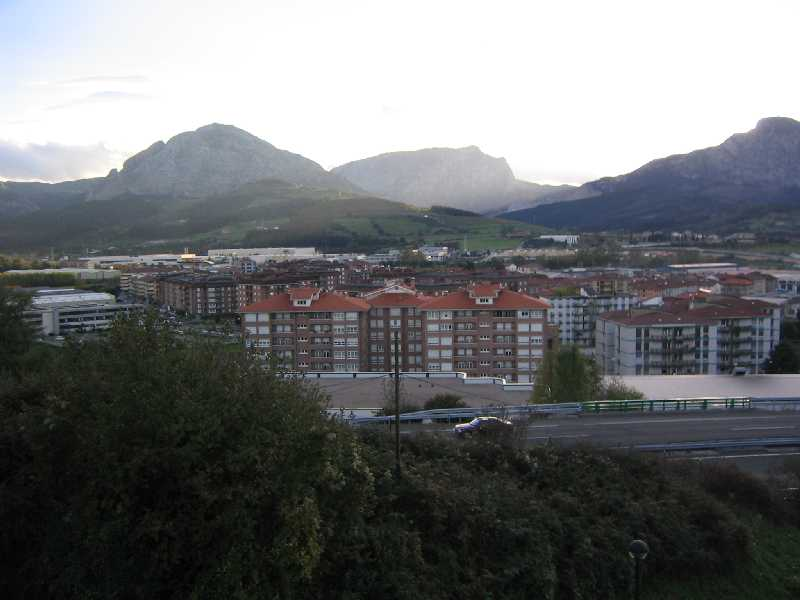
Vista general de Traña Matiena.

El  nombre de "Matiena" parece que deriva de la corrupción de "Mateaenea" (el de Matea), siendo "Matea" el nombre de la dueña de un bar que hubo en el lugar, en la calle Laubideta. Otra versión del origen de Matiena es que se debe a un tal Mateo, el cual colocó unas cadenas (en euskera katiak) para que el ganado pudiera cruzar el río, y llamaban a ese sitio Mateokatia (cadena de Mateo) y, por corrupción, acabó en Matiena.
En el censo de fogueras de 1796 aparece una casa denominada Mathiena. En el censo de 1888 aparece la casa Matiena y queda reflejada su función de taberna pública; este edificio es el que ocupa el establecimiento de Taberna Zarra, aunque fue reconstruido en 1936, al haber sido derribado para la construcción de la carretera. La descripción que se realiza en el censo de 1888 es la siguiente:

La casa llamada Matiene, sita en el barrio de Traña. Se trata de una casa de un piso, llano habitación y camarote, ocupa una superficie de cuarenta y cuatro sestados y confina por oriente con huerta, mediodía con pertencidos a Don Antonio Lizundia, occidente con camino vecinal y norte con el real que desde Durango conduce a Eibar. Su estado de conservación es bastante mediano, está destinada a taberna pública y a alhóndiga o depósito de artículos de devenga de arbitrios municipales. Pertenece a esta casa una huerta de sesenta estados. Valen aproximadamente, la casa y huerta, mil quinientas pesetas.

## Economía
Históricamente la economía de la zona ha estado basada en la agricultura y la ganadería. Había algún molino y ferrería, pero sin una incidencia relevante en los habitantes de Matiena.
A partir de la segunda mitad del siglo XX, la expansión industrial que vive el País Vasco y, en especial, la zona de Éibar, obligó a muchas industrias a buscar una ubicación más conveniente. Muchas de ellas se trasladaron a los campos de Traña. Esta implantación industrial revolucionó la economía, que, en la actualidad, está basada en el sector secundario con numerosas industrias, principalmente metalúrgicas, que se dedican, en una buena parte, al subsector de la industria auxiliar del automóvil.
- El sector primario se ha quedado reducido a unas pocas explotaciones en régimen de autoconsumo y a algunos invernaderos de plantas ornamentales.

- El sector secundario es la base de la economía del barrio, del municipio y de la comarca. Principalmente son empresas metalúrgicas del subsector de la industria auxiliar del automóvil. Hay empresas de inyección, de construcción de tubos de plástico, envasadoras de alimentos, serigrafiadoras, estampación, muelles, pequeño electrodoméstico... La creación y ampliación de polígonos industriales ha hecho que la presencia industrial haya crecido y que su tendencia futura sea de crecimiento. El asentamiento de la industria está favorecido por las excelentes comunicaciones que posee la ubicación de Matiena.

- El sector de servicios se destina a cubrir las necesidades diarias de la población y queda supeditado a los de la cercana cabecera comarcal, Durango.

## Historia
En la composición de la anteiglesia de Abadiano la cofradía de Traña está documentada desde la Edad Media y se extendía hasta el actual barrio de Zelaieta. En 1771 se creaba en ella la hermandad de los incendios, que a modo de seguro intentaba paliar los daños ocasionados por los incendios a los propietarios de los caseríos y casas que la componían. También surgió en Traña la hermandad de las vacas, que ha perdurado en el tiempo y que tenía como fin paliar las pérdidas de ganado por causas calamitosas.
Hay referencias a Traña en 1508, cuando en el conflicto de propiedad sobre la casa de juntas de la Merindad de Durango que este organismo mantiene con la villa de Durango la reina Juana la Loca interviene determinando que se celebren las juntas y se pongan las instalaciones de la Merindad en cualquiera de los barrios de Abadiano de Traña Matiena o Muntsaratz.
En el siglo XVIII la cofradía de Traña contaba con 35 de los hogares (entonces llamados fogueras). En esos momentos, la totalidad de hogares en Abadiano era de 190. En esas fechas Astola y parte del barrio de Zelaieta pertenecían a esta cofradía.
Durante mucho tiempo se ha situado en Matiena, por su ubicación en un cruce de caminos, el cobro de impuestos y aduanas.
En 1901 la Diputación de Vizcaya instaló en Matiena una granja modelo que intentaba servir como escuela agraria para la mejora de la agricultura y ganadería, el proyecto databa de 1890. Después de unos cuantos años de actividad, en 1921, una epidemia de fiebre aftosa arruina el ganado y la situación económica impide su reposición y la Diputación decide abandonar el proyecto y dedicar la finca a usos agrícolas que desaparece en 1923.
En 1926 se inaugura el primer curso escolar de la escuela rural que la Diputación Foral de Vizcaya construyó en el barrio dentro de su plan de escuelas de barriada. La escuela, que ostentaba el número 79, estaba ubicada al lado de la ermita de San Prudencio y daba servicio de educación primaría a los caseríos que conforman el barrio que contaba por aquel entonces con 179 habitantes. Tras la guerra civil se constituyó en Escuela Nacional dependiente del Ministerio de Educación. Al crecimiento del barrio por la instalación de diferentes industrias en él, se amplia con nuevos edificios pasando a ser un centro escolar amplio. A comienzos del siglo XXI, con la reforma educativa, se vuelve a ampliar y se instala en parten de ella un instituto de Educación Secundaria Obligatoria. 
Albergó la guardería infantil y posteriormente, segregada ya del complejo escolar, se ubicó en ella en el año 2003 en hogar del jubilado del barrio.
A mediados de la década de los años 60 del siglo XX comienzan a instalarse en el entorno de Matiena fábricas y talleres procedentes de la ciudad guipuzcoana de Éibar que escaparon del angosto valle del río Ego para establecerse en las más anchas tierras del Duranguesado. Así en 1965 se instala "Inyectametal" industria dedicada a la construcción piezas, mediante inyección de metales ligeros como aluminio o zamak. Pronto le seguirían otras como Carbureibar o la GAC completando un amplio tejido industrial que daría sustento al crecimiento urbano del barrio convirtiéndolo en el núcleo principal del municipio.

## Monumentos
La reciente consolidación urbana de este barrio de Abadiano no ha dado lugar a un patrimonio numeroso. En el propio núcleo urbano se conserva el edificio original de la Escuela de Barriada que en 1923 la Diputación Foral de Vizcaya construyó dentro de un plan de dotar a las zonas rurales de la provincia de escuelas primarias, justo al lado de la desaparecida ermita de San Prudencio.
Hay todavía algunos caseríos interesantes, como el de Murueta, así como la ferrería y el hórreo de Lebario y el palacio de Traña.
Sin duda el conjunto juradero de Guerediaga (en el 2004 ha sufrido todo este conjunto una profunda renovación, no sin cierta polémica) compuesto por la ermita de San Salvador y San Clemente, cuya edificación actual del siglo XVIII aunque hay algunos elementos de talla que se encontraban en sus paredes y ahora, tras la remodelación, están en la pared del altar, que pertenecen a otra anterior de comienzos de la Edad Media, plaza con 12 asientos, tantos como asistentes con derecho a voto, y crucero del siglo XVII es por su significado histórico el lugar más destacado.
En el límite del barrio y perteneciente a Astola está la casa de juntas de Astola que fue sede la Merindad de Durango y es anterior a 1576. Es destacable el puente por el que se accede a la misma, de tipo barroco, y la calzada medieval, de la que quedan restos, de la cual la última referencia documentada data del siglo XVIII.

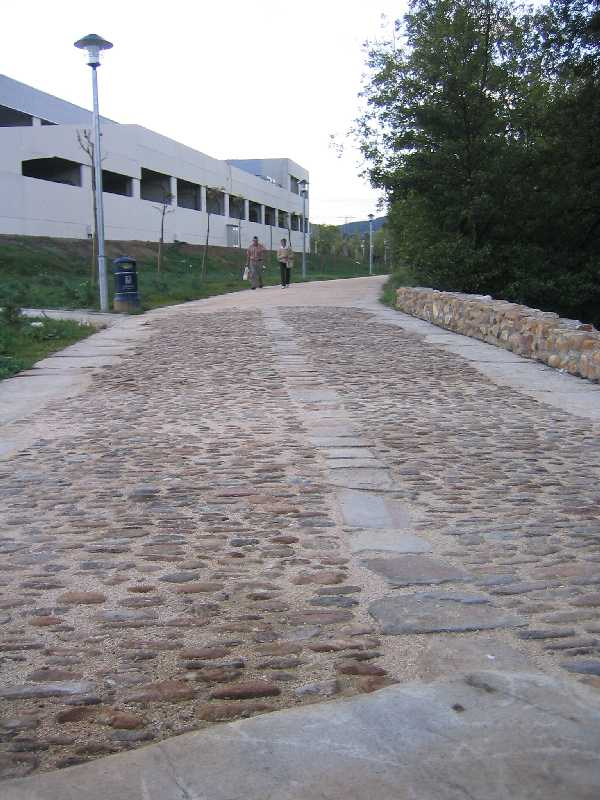
Calzada de Astola bidea anterior al siglo XVIII.
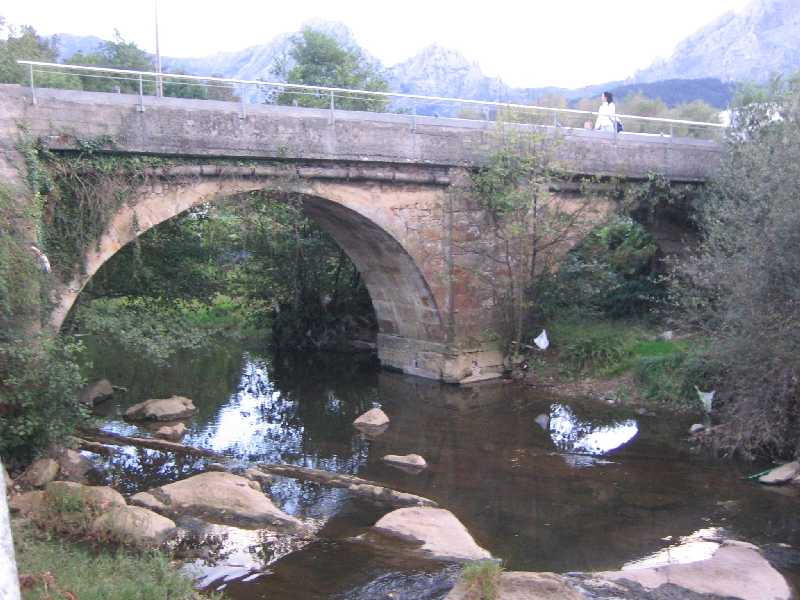
Puente de Astola o Astolako zubia.
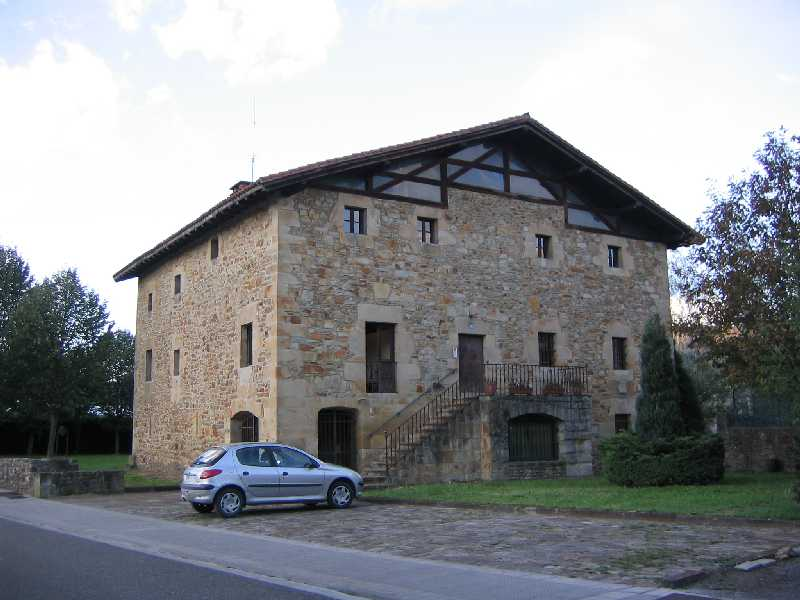
Casa de Juntas de Astola.
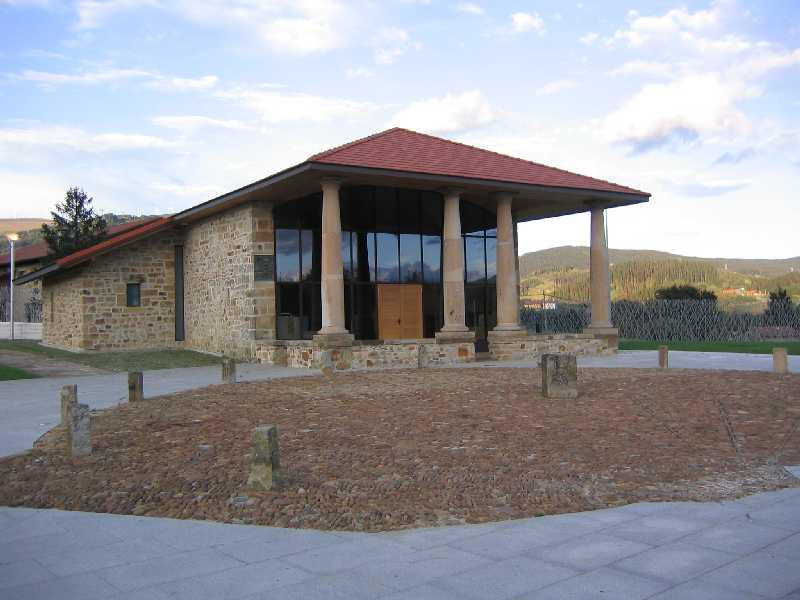
Ermita de San Salvador y San Clemente de Guerediaga.

## Fiestas

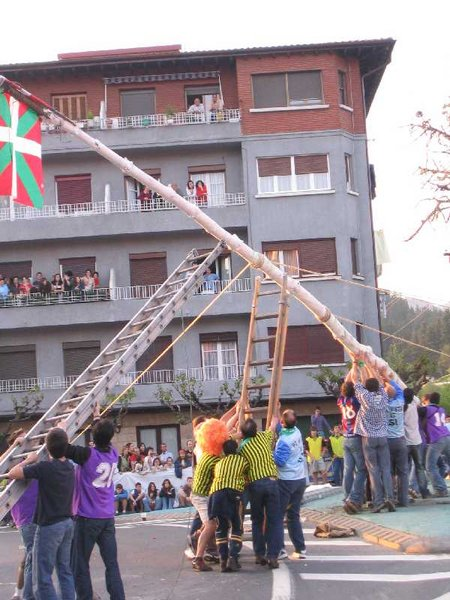
Levantamiento del txopo (mayo) que marca el inicio de las fiestas de San Prudencio en Matiena.

Las fiestas de Matiena son el 28 de abril en honor a  San Prudencio. Suelen concentrar a gran cantidad de gente y en ellas, aparte de los conciertos y espectáculos habituales, hay deporte rural, alarde de danzas y juegos diversos. Comienzan con el alzamiento del txopo reminiscencia de la  festividad de los Mayos.